# 3384 Daliya
3384 Daliya (1974 SB1) là một tiểu hành tinh vành đai chính được phát hiện ngày 19 tháng 9 năm 1974 bởi Chernykh, L. ở Nauchnyj.